# Rhombodera brachynota
Rhombodera brachynota är en bönsyrseart som beskrevs av Wang och Zhiming Dong 1993. Rhombodera brachynota ingår i släktet Rhombodera och familjen Mantidae. Inga underarter finns listade i Catalogue of Life.